# Craig Gardner
Pour les articles homonymes, voir Gardner.
Craig Gardner, né le 25 novembre 1986, à Solihull, est un footballeur anglais qui évolue au poste de milieu de terrain.
Il est le frère ainé de Gary Gardner.

## Carrière en club
Après avoir connu les équipes de jeunes du club d'Aston Villa, Craig Gardner y signa son premier contrat professionnel, pour la saison 2005-2006, restant ainsi fidèle au club le plus huppé de sa région natale (Solihull n'est qu'à quelques kilomètres de Birmingham). Il joua son premier match pour le club le 26 décembre 2005 (pendant les fameux matches du championnat anglais du Boxing Day), à l'occasion de la réception à Villa Park d'Everton. Il n'avait pas commencé le match comme titulaire mais remplaça Steven Davis.
Son premier but pour Aston Villa fut inscrit le 14 avril 2006, contre Middlesbrough pour une victoire finale d'Aston Villa 3-1.
Il fait partie, avec ses coéquipiers Luke Moore et Gabriel Agbonlahor, des joueurs favoris des supporters d'Aston Villa. Ceci parce que ces trois joueurs sont originaires de Birmingham ou de sa zone urbaine, qu'ils étaient eux-mêmes supporteurs des Villans dans leur jeunesse et que jusqu'à présent, ils ont fait preuve de fidélité envers leur club formateur.
En août 2007, Craig Gardner a signé un nouveau contrat pour Aston Villa, d'une durée de 4 ans, ce qui en fait un Villan jusqu'en 2011.
En octobre 2007, Craig Gardner connut prout une période faste car il inscrivit, lors de deux matches consécutifs d'Aston Villa, un but sur coup franc, qui, à chaque fois, devait se montrer décisif. Il marqua tout d'abord, le 1er octobre, un coup franc contre Tottenham Hotspur pour un match nul 4-4 à White Hart Lane. Ensuite, il inscrivit un but victorieux sur coup franc contre West Ham, seulement 5 jours après le match contre Tottenham Hotspur.
Peu utilisé, il s'engage jusqu'en 2014 avec Birmingham City, le 26 janvier 2010. Mais à l'issue de la saison 2010-2011, Birmingham est relégué en Championship et Gardner signe pour Sunderland qui évolue en Premier League.

## Carrière internationale
Craig Gardner a porté à quatorze reprises le maillot de la sélection anglaise espoirs entre 2007 et 2008.

## Palmarès

### En club
- Birmingham City
  - Vainqueur de la Coupe de la Ligue anglaise en 2011.